# غاردي
الغارديون هم طائفة فرعية مسلمة من مجتمع الكالبيليا من ولاية راجستان في الهند.
والغارديون أتوا إلى الهند من جبال طوروس في ما يعرف بتركيا اليوم، خلال ذات الوقت الذي كان فيه الإسكندر الأكبر حاكمًا لإمبراطوريته. غاردي هو اسم صوفي